# MySQL 워크벤치
MySQL 워크벤치(MySQL Workbench)는 SQL 개발과 관리, 데이터베이스 설계, 생성 그리고 유지를 위한 단일 개발 통합 환경을 제공하는 비주얼 데이터베이스 설계 도구이다. fabFORCE.NET의 DBDesigner4의 후속 판이며, 이전 소프트웨어 패키지인 MySQL GUI 툴즈 번들을 대체한 것이다.

## 역사

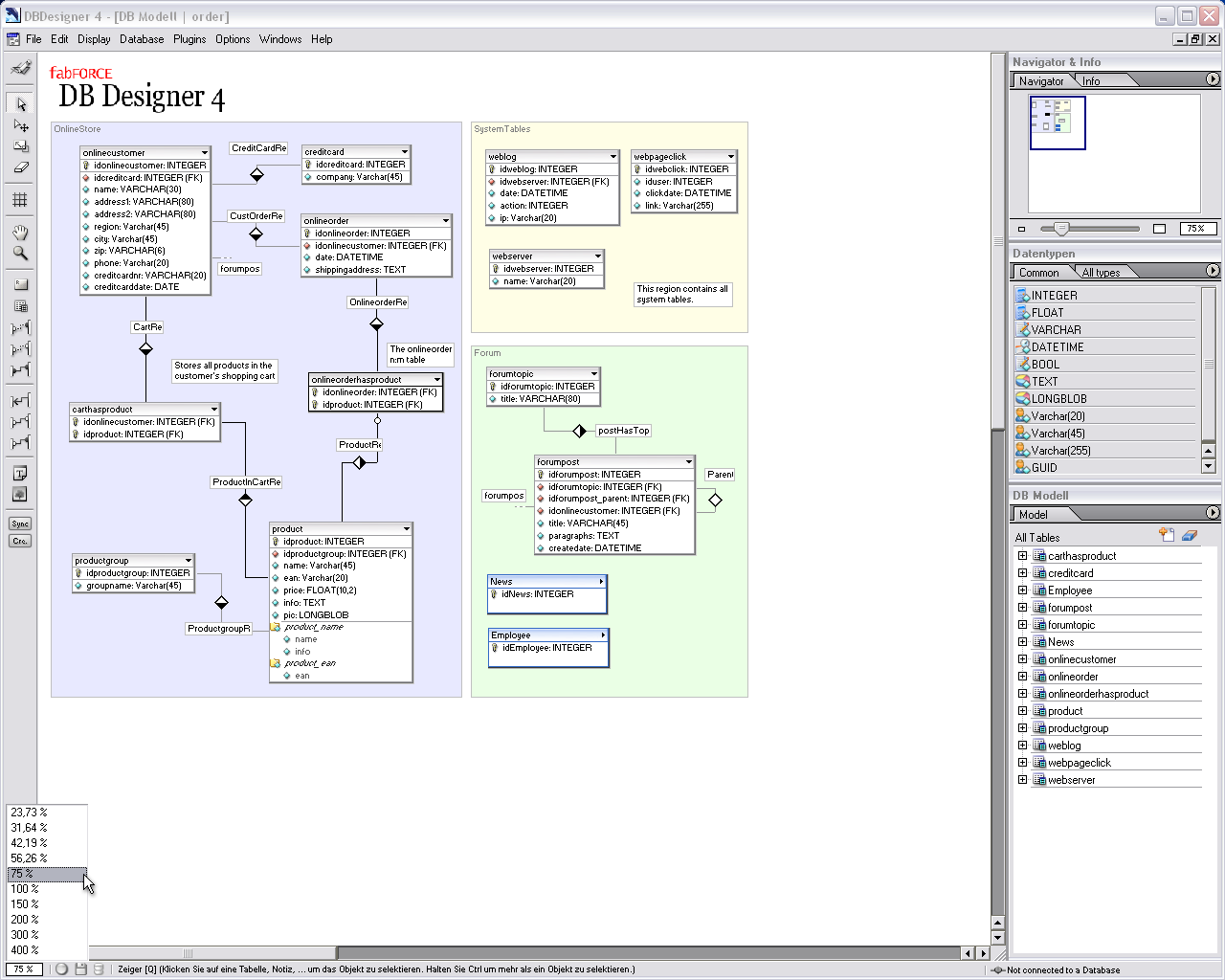
fabFORCE.net DBDesigner4

### DBDesigner4
DBDesigner4는 GPL로 만들어진 MySQL 데이터베이스를 위한 오픈 소스 비주얼 데이테베이스 설계와 질의 도구이다. 2002년/2003년에 fabFORCE.net 플랫폼을 위해 오스트리아의 프로그래머 마이클 G. 진너에 의해 델파이 7 / Kylix 3로 만들어진 것이다.
단지 물리적인 모델링 도구일 뿐이었지만, DBDesigner4는 MySQL 데이터베이스의 리버스 엔지니어링과 모델-to-데이터베이스 동기화, 모델 포스터 출력, 스키마 모델의 기초적인 버전 관리 그리고 SQL 질의어 빌더 등의 편리한 종합적인 기능을 제공하였다. 이 도구는 리눅스와 마이크로소프트 윈도우 운영 체제를 지원했다.
진너는 MySQL AB로부터 연락을 받아, 2003년 후반 그 회사에 입사를 하여 MySQL용 그래픽 사용자 인터페이스(GUI) 도구들을 개발하여 MySQL GUI 툴즈 번들을 개발하기에 이러렀다.

### MySQL GUI 도구 번들

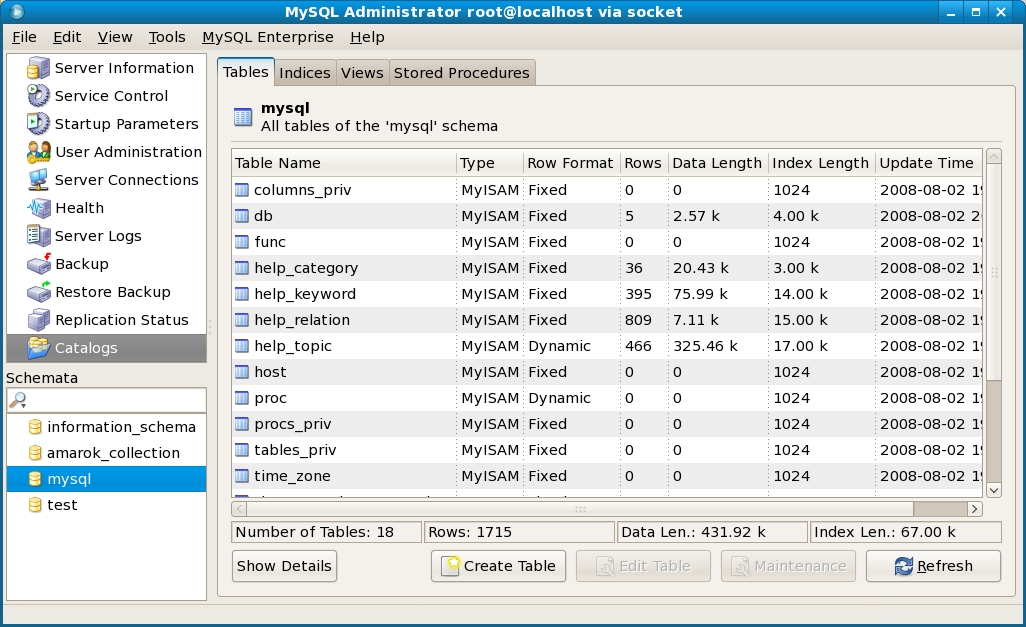
MySQL Administrator 부분 GUI 툴즈

MySQL GUI 도구 번들은 크로스 플랫폼 오픈 소스로된 MySQL 데이터베이스 서버용 데스크탑 애플리케이션 관리도구이다. MySQL AB에 의해 개발되었으며, 이후에는 썬마이크로시스템즈에서 개발을 이어받아, GPL 저작권으로 개발 개발을 지원했다. GUI 도구 번들 개발은 중단되었으며, 현재는 MySQL 사이트의 자료실에서만 다운받을 수 있다.
GUI 도구 번들은 MySQL 워크벤치에게 그 자리를 물려주었으며, MySQL 워크벤치 5.2가 나오자 개발이 중단되었고, 그 지위를 물려주었다. 그러나 MySQL 지원팀은 2010년 6월 30일까지 그 번들에 대해 지속적인 서비스를 제공하였다.

## 출시판
2005년 9월 최초의 MySQL 워크벤치 프리뷰 버전이 출시되었으며, MySQL GUI 툴즈 번들에 포함되어 나온 것은 아니었다. 2007년 개발이 재개되었으며, MySQL 워크벤치는 MySQL GUI 주력 제품이 되었다.
판 번호는 DBDesigner4를 잇는 것으로 개발되었다는 것을 강조하기 위해 5.0으로 시작되었다.

### MySQL 워크벤치 5.0과 5.1
MySQL 워크벤치 5.0 과 5.1은 MySQL 데이터베이스의 시각적인 설계 도구로 특화되었다. 비록 MySQL 워크벤치 5.0이 윈도 전용 제품이었지만, 크로스 플랫폼이 MySQL Workbench 5.1과 이후 버전에서 추가되었다.

### MySQL 워크벤치 5.2
MySQL 워크벤치 5.2부터, 애플리케이션은 종합 데이터베이스 GUI 애플리케이션으로 발전하였다. 데이터베이스 모델링 외에, 편집기, 데이터베이스 마이그레이션 도구, 그리고 데이터베이스 서버 관리 인터페이스를 추가하여 MySQL GUI 툴즈 번들을 대체하였다.

## 기능
두드러진 MySQL 워크벤치 5.2의 기능은 다음과 같다:
- 종합
  - 데이터베이스 연결 & 인스턴스 관리
  - 위저드 위주의 동작 항목
  - 파이썬, 루아로 완전한 스크립트 가능
  - 일반적인 플러그인 지원
- SQL 편집기
  - 스키마 객체 탐색
  - SQL 문법 강조 기능 및 구문 파서
  - 다중 편집이 가능한 결과 집합(result set)
  - SQL 스니펫(snippets) 콜렉션
  - SSH 연결 터널링
  - 유니코드 지원
- 데이터베이스 모델링
  - ER 다이어그래밍
  - 드래그 앤 드롭 비주얼 모델링
  - SQL 스크립트와 활성 데이터베이스에서 리버스 엔지니어링
  - SQL 스크립트와 활성 데이터베이스에서 포워드 엔지니어링
  - 스키마 동기화
  - 모델의 출력
  - fabFORCE.net DBDesigner4 가져오기
- 데이터베이스 관리
  - 데이터베이스 인스턴스 시작과 중단
  - 인스턴스 환경설정
  - 데이터베이스 계정 관리
  - 인스턴스 변수 탐색
  - 로그 파일 브라우징
  - 데이터 덤프 내보내기/가져오기
- 데이터베이스 마이그레이션(5.2.41판 기준)
  - 모든 ODBC 호환 데이터베이스
  - 내장 지원: 마이크로소프트 SQL 서버, PostgreSQL, 사이베이스 ASE